# 39991 Iochroma
39991 Iochroma este o planetă minoră (asteroid) din centura de asteroizi. A fost descoperită pe 20 aprilie 1998 la Experimental Test Site⁠(d) de Lincoln Near-Earth Asteroid Research și a fost numită după Iochroma. 
Obiectul prezintă o orbită caracterizată de o semiaxă mare de 2,443921 UAi, o excentricitate de 0,16, o înclinație de 3,4238 ° în raport cu ecliptica.